# Famille Cronstedt
La famille Cronstedt est une famille appartenant à la noblesse de Suède et de Finlande. 

## Membres
- Axel Fredrik Cronstedt (1722–1765), chimiste
- Carl Cronstedt (1672–1750),
- Carl Johan Cronstedt (1709–1779), architecte
- Carl Olof Cronstedt (1756–1820), militaire
- Carl Olof Cronstedt junior (1800–1883), militaire
- Claes August Cronstedt, 1785–1860, militaire
- Fredrik Adolf Ulrik Cronstedt, 1744–1829, artiste
- Fredrik Cronstedt, 1807–1869,
- Gabriel Cronstedt, 1670–1757, militaire
- Gabriel Anton Cronstedt, 1798–1893, militaire
- Jakob Cronstedt, 1668–1751,
- Johan Adam Cronstedt (1749–1836), militaire
- Johan Frans Andreas Galindo (1832–1907, Cronstedt à partir de 1870 ), banquier
- Karl Alfred Cronstedt (1860–1879), traducteur
- Rudolf Cronstedt, 1826–1903, ingénieur
- Sigge Cronstedt, 1869–1958, architecte

## Pour approfondir